# Friderik I. Celjski
Friderik I. Celjski, rojen kot svobodni Žovneški gospod in od leta 1341 prvi Celjski grof, * okoli 1300, † 1359.
V letih od 1332 do 1350 je bil deželni glavar Kranjske dežele in Slovenske marke ter v letih 1337 do 1352 advokat in zaščitnik samostana Gornji Grad.

## Življenje
Friderik je bil sin Ulrika II. Žovneškega († 1316) in grofice Katarine Vovbrške (†po 1315 ).
Po izumrtju rodbine grofov Vovbrških  po moški liniji leta 1322 je podedoval ogromne posesti, gradove in gospostva, konsolidiral dediščino svojega strica brez otrok   ter s svojim ambicioznim in odločnim karakterjem vzpostavil temelje rodu v bodoče. Posledično ga je cesar Ludvik IV. Bavarski v Münchnu 16. aprila 1341  povzdignil v dedni naslov državnega grofa s pridevnikom Celjski.
Leta 1351 je bil v sporu z Herdeggenom Ptujskim  glede gradu Kacenštajn. Leta 1358 je Friderik v spremstvu Johanna Neuberškega opravil misijo na papeškem dvoru v Avignonu kot odposlanec vojvode Albrechta II. Avstrijskega in madžarskega kralja Ludvika I.

### Pridobitev Celja
Po izumrtju moške linije Vovbržanov  1322 je Friderik podedoval polovico Celja ( gradu, trga, sodišča vazalov, podložnikov itd.); drugo polovico pa je dobil grof Ulrik Pfannberški.
Konrad Aufenštajnski, glavar in kapetan dežele Koroške, oče Adelheide vdove  po Frideriku, bratu zadnjega grofa Hermana Vovbrškega,  je naslednje leto 1323 vložil zahtevek skupaj z Ulrikom Pfannberškim po polovici Celja, ki jo je zastavil Auffensteinom preminuli Friderik Vovbrški, ob trditvi, da vdova po Hermanu Vovbrškem Elizabeta (iz roda Goriških) ni upravičenka v dedovanju. Friderik je nato vodil dolga vendar brezuspešna pogajanja s Konradom, da umakne zahtevek. Vendar je Friderik Celje že imel v posesti in se ni bil pod nobenimi pogoji pripravljen odreči svojim ekspanzionističnim prizadevanjem.  Žovneški se je moral odslej boriti za svojo pozicijo moči v Savinjski dolini.
Najverjetneje je Friderik šele leta 1327 prišel do fevda po večletnem  plenjenju, požiganju in prelivanju krvi. Na Konradovi strani je stal njegov svak grof Meinhard I. Ortenburški, deželni glavar Kranjske in Slovenske marke s svojim sinom Hermanom;  Friderika pa je podpiral njegov svak Ulrik von Walsee-Graški, deželni glavar Štajerske.
Leta 1330 je Friderik vse svoje gradove in gospoščine zastavil Ulriku von Walsee za 8000 mark pfenigov in ga tako v spor vključil kot enega glavnih igralcev na teh fevdih; Ulrik Pfannberški  pa se je po drugi strani lahko umaknil iz boja za ta fevd.
Konec septembra 1331 je bil pod arbitrom vojvode Otta Avstrijskega sklenjen mir s poravnalnim sklepom, da mora Konrad za odstop od svojega zahtevka Frideriku v poravnavo prejeti od slednjega 250 srebrnih mark s povratno pisno potrditvijo. To se je zgodilo leta 1332. Že leta 1333 je pfannberška polovica Celja prešla na Friderika najprej v zastavo, ker je Ulrik Pfannberški potreboval denar za svoja bamberška gospostva na Koroškem; tako je bil Friderik leta 1341 izključni lastnik Celja.

## Potomci
Friderik je bil poročen z Diemut von Walsee († 1353/57), hčerko Ulrika I. von Walsee (+ 1329). Otroci:
- Ulrik I. (* okoli 1331; † 1368), Celjski grof, deželni glavar Kranjske, oo Adelheid Ortenburška († 1391)
- Herman I. (* 1332/34; † 1385), oo Katarina Kotromanić/Tvrtko (* okoli 1336; † okoli 1396), hči bosanskega kralja Štefana II.
- Katarina, oo 1.) grof  Albert IV. Goriški († 1374), oo 2.) Hans Waldburški
- Anna († po 1354), oo grof Otto IV. Ortenburški  ( † 1376)

## Pridobljene posesti
Poleg trajnih družinskih posesti - do leta 1308 alodialnih, takrat danih Habsburžanom in prejetih v fevd - gradovi in gospoščine Žovnek, Ojstrica, Šenek, Liebenstein, še posesti v fevdu (v glavnem od Oglejskega patriarha in Krške škofije) grad in gospostvo Lemberg ter Rogatec (kupljen 1301) je Friderik pridobil še:
- 1322 vovbrške gradove in gospostva v dolinah rek Savinje, Pake in Škal, mdr. Grad Šoštanj in Mozirje
- 1322 Grad Turn pri Velenju  pod Hrastovcem
- 1322, 1329 Grad Kostrivnica pri Rogaški Slatini
- 1324, (1340?) Grad Soteska (Škrlinov Grad), Grad Velenje (fevd Krške škofije)
- 1324, 1338, 1339 Grad Podsreda (Hörberg) (Podsreda, Kozje)
- 1328, 1332, 1334 Grad Smlednik (med Kranjem in Ljubljano)
- 1331, 1332, 1335 Celjski grad  (po poravnavi s Konradom Aufenštajnskim)
- 1334 Grad Ekenštajn (Eckenstein) ali Gorica pri Velenju
- 1334 odvetništvo nad posestjo Kartuzije Žiče
- 1336 Grad Tabor nad Laškim (Tüffer), Grad Freudeneck, Grad Klauzenštajn (Klausenstein) nad Zidanim mostom in gospostvo Radeče (v upravljanju od deželnega kneza)
- 1336 Grad Forhtenek/Forchteneck (fevd samostana St. Pavel), Grad Šalek (Schalleck)  Velenje (fevd Krške škofije)
- 1337, 1339 Grad Mirna (na Kranjskem)
- 1337 odvetništvo nad samostanom Gornji Grad
- 1339, 1341 Grad Planina (Montpreis)
- pred 1340 Grad Žebnik  (Siebeneck) pri Radečah
- 1340, 1341 Grad Prežin (Presing)